# Ciro Trujillo Castaño
Ciro Trujillo Castaño (Calarcá, Quindío, 1928-Aquitania, Boyacá, 5 de octubre de 1968) fue un guerrillero colombiano, fundador de las Fuerzas Armadas Revolucionarias de Colombia (FARC-EP) 

## Biografía
Nació en el seno de una familia campesina liberal y propietaria de su propia tierra.

### Época de la Violencia
Trujillo se sumó a las guerrillas liberales del sur de Tolima en 1949, buscando refugio de Los Chulavitas, durante La Violencia,  que lo perseguían por haber colaborado con las huestes gaitanistas durante las campañas políticas de 1946 y 1947. Entonces organizó con varios campesinos de la cordillera central, una cuadrilla para proteger a los pobladores liberales de los continuos abusos oficiales. 
En la región operaban varias guerrillas, entre ellas la de Gerardo Loaiza, y la de Pedro Antonio Marín, alias "Tirofijo". La alianza de las guerrillas liberales de Gerardo Loaiza y las comunistas de Isauro Yosa alias "Mayor Lister", llevó a la conformación del "Comando El Davis" en Rioblanco (Tolima). Allí, Ciro Trujillo entró en contacto con los marxistas de Alfonso Castañeda, alias Richard y se incorporó a su comando, combatiendo en la región de San Miguel en límites con Huila.  A finales de 1952 cuando los limpios y los comunes se enzarzaron en una cruenta guerra interna, al igual que Jacobo Prías Alape alias Charro Negro y Tirofijo se decantó por el bando de Isauro Yosa 'los comunes' y rompió del todo con el partido liberal o 'los limpios'.
Luego del golpe de Estado de 1953 y de la disolución del Comando El Davis, terminó en el enclave de Riochiquito (norte del Cauca), donde se desplazaron los comunistas huyendo del sur de Tolima.Comandante guerrillero en el sur del Tolima y norte del Cauca. Durante la guerra de Villarrica en 1955, en las regiones del Tolima y Sumapaz, 'Tirofijo' y Ciro Trujillo, mantienen en el sur del Tolima y en Tierradentro (Cauca), un frente de lucha. La Resistencia de los guerrilleros se prolongó cerca de tres años, optando por organizar a la población civil en columnas que se desplazan por Bejucales, el Doa, Galilea, para llegar a El Pato(Caquetá) y a la región del Río Guayabero(Meta); otros combatientes se ubican en el Alto Sumapaz, donde florecen grandes movimientos agrarios. Trujillo se establece en Riochiquito, y fundó la Unión Sindical de Trabajadores de Tierradentro y Riochiquito, organización que carnetizó a sus miembros , distribuyó parcelas a los excombatientes, construyó escuelas y abrió caminos. Marulanda y Ciro acordaron una relativa y estratégica independencia de los dos movimientos de autodefensa con mandos separados y normas de convivencia propias.

### Fundación de las FARC y militancia
En 1964 luego de la Operación Soberanía, que sometió la "República de Marquetalia", dio refugio en su territorio a Manuel Marulanda y sus hombres. Tras el asesinato de sus hijos, mantuvo correspondencias y se encontró con el General Álvaro Valencia Tovar. El Ejército Nacional trató de convencerlo para que entregara a los rebeldes, pero Trujillo se negó, por lo que en septiembre de 1965 las fuerzas gubernamentales lanzaron una fuerte ofensiva contra Riochiquito (Cauca), que fue ocupado. Los rebeldes escaparon nuevamente y se constituyeron en una guerrilla móvil conocida como el Bloque Sur, que realizó asaltos y tomas en la región, y meses más tarde pasó a llamarse Fuerzas Armadas Revolucionarias de Colombia (FARC-EP).
En cumplimiento del plan de guerra definido en la segunda conferencia, Trujillo, segundo al mando en la nueva guerrilla, comenzaría a avanzar hacia la zona cafetera y el norte del Valle del Cauca, esperando abrir operaciones contra las fuerzas gubernamentales con el auxilio de bandoleros locales. Tras alcanzar algunos éxitos parciales, a finales del mes de marzo de 1967, una de sus columnas fue rodeada sufriendo gran cantidad de bajas, por lo que debió escapar nuevamente hacia los enclaves guerrilleros del Huila y Caquetá en la cordillera oriental. Su posición como comandante quedaría bastante erosionada luego de este episodio, por lo que sería enviado en una misión al departamento de Boyacá, lejos de la zona de influencia de las FARC, para organizar un núcleo guerrillero.

## Muerte
En Aquitania (Boyacá), unidades del Ejército Nacional, lo dieron de baja el 5 de octubre de 1968. Un frente de las FARC-EP llevó su nombre desde 1986 en Arauca, Casanare y Boyacá. Uno de sus hijos fue parte de la Juventud Comunista Colombiana (Juco).